# Pfennigblättriges Johanniskraut
Das Pfennigblättrige Johanniskraut (Hypericum nummularium) ist eine Pflanzenart aus der Gattung der Johanniskräuter (Hypericum) in der Familie der Johanniskrautgewächse (Hypericaceae).

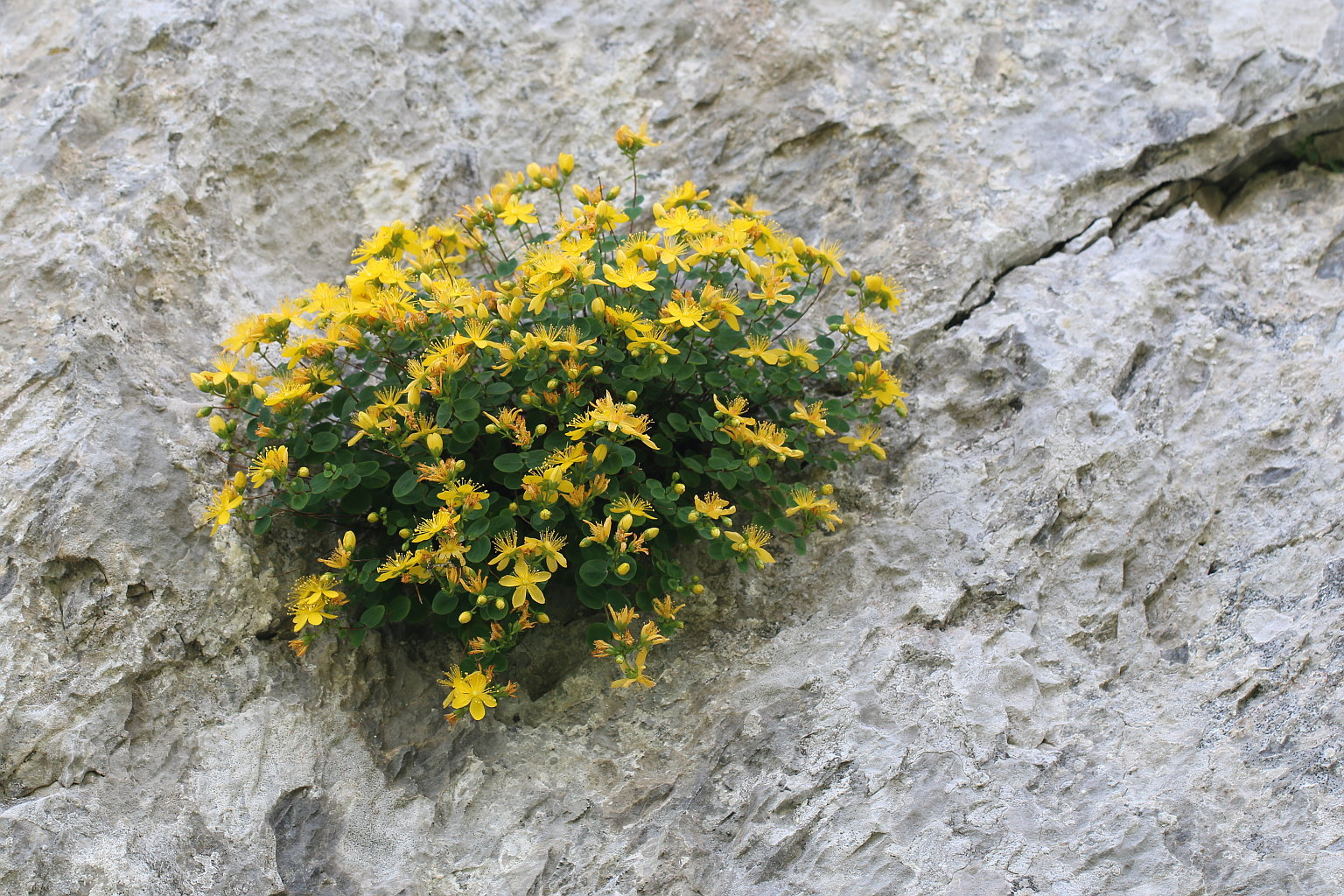
Pfennigblättriges Johanniskraut (Hypericum nummularium)

## Beschreibung
Das Pfennigblättrige Johanniskraut ist eine ausdauernde, am Grund verholzende Pflanze, die Wuchshöhen von 8 bis 30 cm erreicht. Sie besitzt mehrere bogig aufsteigende, stielrunde, sehr dünne Stängel. Die gegenständigen Laubblätter sind bis zu 1,6 cm lang und ungefähr genauso breit; die größte Breite liegt unterhalb der Mitte vor. Die Blätter sind fast sitzend. An der Unterseite und am Rand der Blätter sind gelbbraune, sitzende Drüsen vorhanden.
Die fünf Hochblätter sind gelb, hin und wieder rot geadert, am Rand gezähnelt und schwarzdrüsig. Die Kelchblätter sind bis 4 bis 6 mm lang, ihr Rand ist schwarzdrüsig. Die Kronblätter sind 8 bis 12 Millimeter lang und am Rand mit schwarzen Drüsen besetzt.
Die Staubblätter sind am Grund zu drei Büscheln miteinander verwachsen. Die Kapselfrucht ist eiförmig und 4 bis 8 Millimeter lang. Die Blütezeit reicht von Juli bis August.
Die Chromosomenzahl ist 2n = 18.

## Vorkommen
Diese Art kommt in den Südwestalpen (Savoyen, Dauphiné), in Nordspanien und in den Pyrenäen vor. Sie ist in der montanen bis subalpinen Stufe in Höhenlagen von meist 1000 bis 2000 m an felsigen Hängen und feuchten Kalkfelsen zu finden. In Spanien wächst die Art von 100 bis 2500 Metern Meereshöhe.

## Belege
- Gunter Steinbach (Hrsg.): Alpenblumen (Steinbachs Naturführer). Mosaik Verlag., München 1996, ISBN 3-576-10558-1.